# Margowo
Margowo – osada w Polsce położona w województwie zachodniopomorskim, w powiecie kamieńskim, w gminie Świerzno.
W latach 1975–1998 miejscowość administracyjnie należała do województwa szczecińskiego.

## Zabytki
- Zespół pałacowy w Margowo – obiekt wpisany do rejestru zabytków nieruchomych województwa zachodniopomorskiego[4]. Rezydencja składa się  dwóch przylegających do siebie dworów, z których jeden ma charakter pałacowy. Dwór pałacowy z końca XVIII w. został przebudowany pod koniec XIX w., obok na początku XX wieku wybudowano drugi. Obydwa piętrowe z ryzalitami zamkniętymi schodkowo oraz półowalnie, w narożu lewego czworoboczna wieża z pseudokrenelażem[5]. Zespół pałacowy należał do rodziny von Elbe. Wokół znajduje się bardzo zaniedbany park krajobrazowy o powierzchni 4,7 ha, ze stawem, przechodzący w las[6].